# Anna-Louise Plowman
Anna-Louise Plowman, aussi connue sous le nom de Anna-Louise Stephens est une actrice néo-zélandaise née le 9 mai 1972 à Napier. 

## Biographie

### Jeunesse
Plowman intègre le Samuel Marsden Collegiate School, entre 1982 et 1989, où elle obtient son diplôme. Elle intègre ensuite la London Academy of Music and Dramatic Art et la Lecoq School à Paris.

### Carrière
Elle est connue pour son rôle de la consultante anesthésiste Annalese Carson dans Holby City et du Dr. Sarah Gardner dans Stargate SG-1 possédée par le Goa'uld Osiris. En 2003 elle incarne Melinda Maclean, l'épouse d'un espion communiste anglais Donald Duart Maclean, et la maîtresse de l'espion Kim Philby (joué par son époux Toby Stephens), dans la mini série télévisée Cambridge Spies. Elle incarne également Diana Goddard dans la série Doctor Who épisode Dalek en 2005. Plowman a aussi joué le rôle de C dans une reprise de la pièce d'Edward Albee, Three Tall Women, en 2006, à the Oxford Playhouse.

### Vie privée
Plowman a épousé l'acteur Toby Stephens à Londres, en 2001, ce qui fait de l'actrice Dame Maggie Smith, sa belle-mère. En mai 2007, Plowman et Stephens ont leur premier enfant, un fils qu'ils appellent Eli Alistair. Simon Gray, le dramaturge britannique de renom (qui a écrit Japes, une pièce de théâtre, et Missing Dates, un feuilleton radiophonique, tous deux joués par Stephens), serait le parrain d'Eli. Le couple devient parents une seconde fois, d'une fille nommée Tallulah, en mai 2009.     
Un troisième enfant, une fille nommée Kura, est née en septembre 2010.

## Filmographie

### Cinéma
- 2003 :  L'Affaire Van Haken : Meredith Van Aken

### Télévision
- 1997 : Le Mystère des fées : Une histoire vraie (FairyTale: A True Story)
- 2000 : The Adulterer
- 2000 : Flick
- 2003 : Shanghai Knights
- 2003 : Cambridge Spies : Melinda Maclean, épouse de Donald Duart Maclean
- 2004 : He Knew He Was Right : Caroline Spalding
- 2000-2004 : Stargate SG-1 : Docteur Sara Gardner, Osiris (5 épisodes)
- 2004 : My Life in Film : épisode Top Gun : Charlie
- 2005 : Doctor Who : Diana Goddard (1 épisode)
- 2005 : Days of Darkness : Lisa
- 2006 : These Foolish Things : Aggie
- 2006 : Miss Marple Sleeping Murder
- 2008 - 2010 : Holby City : Dr. Annalese Carson-Spence
- 2012 : Six Bullets
- 2015 : Le Procès Eichmann : Jane Hurwitz
- 2016 : Black Sails - Saison 3 : Mme Hudson
- 2019 : The Witcher (série télévisée) : Zola